# Livramento de Nossa Senhora
Livramento de Nossa Senhora é um município brasileiro do estado da Bahia. Sua população, conforme o estimativa de 2024 do IBGE, era de 46 249 habitantes.

## História
A região da Serra Geral da Bahia, na qual se insere o município de Livramento de Nossa Senhora, foi desbravada inicialmente em meados do século XVII, quando Antônio Guedes de Brito expandiu os currais de seu latifúndio - a Casa da Ponte - por essa área.
Em 1681, uma expedição descobriu, na margem esquerda do Rio de Contas Pequeno (hoje Rio Brumado), um povoado formado por escravizados aquilombados, o qual passou a ser denominado Arraial dos Crioulos (atual cidade de Rio de Contas), servindo, a partir de então, de ponto de pouso para os viajantes e boiadeiros que percorriam as estradas entre Salvador, Minas Gerais e Goiás.
Em 1710, o bandeirante Sebastião Raposo descobriu ouro na região das nascentes do Rio Brumado, o que trouxe para a região de Livramento e Rio de Contas grande afluxo de portugueses, paulistas, mineiros, baianos e pernambucanos. Em 1715, com a descoberta de pepitas de ouro rio Brumado abaixo, os jesuítas que acompanhavam os bandeirantes ergueram uma capela de pau-a-pique em louvor a Nossa Senhora do Livramento, em cujos arredores surgiu um núcleo demográfico, denominado Arraial de Nossa Senhora do Livramento, que hoje é a cidade de Livramento de Nossa Senhora.
Em 1718, a povoação de Mato Grosso, a primeira da região, se tornou a primeira freguesia da região do Alto Sertão Baiano, com o nome de "Santo Antônio de Mato Grosso." Em 1723, foi criada, pelo coronel Pedro Barbosa Leal, a vila de Nossa Senhora do Livramento das Minas do Rio das Contas, sediada no Arraial de Nossa Senhora do Livramento.
Por causa de epidemias de malária e febres disentéricas no Arraial de Nossa Senhora do Livramento na época da cheia do Rio Brumado, uma resolução de 2 de outubro de 1745, do vice-rei André de Melo e Castro, Conde das Galveias, autorizava a transferência da sede da vila de Minas do Rio de Contas para o antigo Pouso dos Crioulos, 12 km acima, sendo a nova sede da vila instalada em 28 de julho do ano seguinte. A vila teve seu nome alterado para Vila Nova de Nossa Senhora do Livramento das Minas do Rio de Contas e o Arraial de Nossa Senhora do Livramento, antiga sede, passou a ser conhecido como Vila Velha.

Em 1765, chegou e se fixou em Vila Velha o fidalgo português Joaquim Pereira de Castro, que obteve procuração dos herdeiros da Casa da Ponte para vender as terras alto-sertanejas. Pereira de Castro casou-se com Francisca Joaquina de Jesus, filha de Manoel Teixeira e da indígena Romana da Silva Madureira. Tiveram muitos filhos e são ancestrais de tradicionais famílias livramentenses.

Livramento de Nossa Senhora, s.d. Arquivo Nacional.

A partir do final do século XVIII e começo do século XIX, várias outras famílias fixaram residência em Vila Velha, como os Meira, Tanajura, Vilas-Boas, Matias, Bitencourt, Guimarães, Machado, Spínola, Alcântara, Rêgo, Lima, Cambuí e Fernandes.
A Resolução nº 1.004 de 16 de março de 1868, assinada pelo então presidente da província da Bahia José Bonifácio Nascente de Azambuja, elevou o arraial de Vila Velha à categoria de Freguesia, sendo o primeiro vigário o cônego doutor Tibério Severino Rio de Contas.
Em 3 de julho de 1880, a Freguesia de Vila Velha foi elevada à categoria de vila, com o nome Vila Nova do Brumado, porém não chegou a ser instalada e, portanto, não foi efetivada. Somente em 26 de julho de 1921, pela Lei Estadual n.º 1.496, que o distrito de Vila Nova do Brumado foi desmembrado e emancipado do município de Minas do Rio de Contas, com o nome Vila Velha. As primeiras eleições municipais em Vila Velha foram realizadas em 4 de setembro de 1921, sendo eleitos o primeiro intendente municipal, o Coronel Ursino de Souza Meira Júnior, e o conselho municipal formado por Major Gyl Jacarandá Cambuy (presidente), Manuel Pedro de Lima, Gentil de Castro Vilas Boas, Gonçalo Pereira e Silva, Tibério Ferreira Pessoa, Antônio Cândido de Castro, Manuel Pires Gonçalves de Aguiar e Major Augusto Silvério de Alcântara. O município foi instalado, ou seja, começou a funcionar, em 6 de outubro de 1921, e tomou a denominação "Livramento" pela Lei Estadual n.º 1.612 de 21 de maio de 1923.
O município de Livramento passou a se denominar "Livramento do Brumado" por meio da Lei Estadual n.º 131 de 31 de dezembro de 1943. Em 14 de maio de 1966, pela Lei Estadual n.º 2.325, o então governador Lomanto Júnior mudou o nome do município para "Livramento de Nossa Senhora", assinando-a em praça pública e publicando-a no Diário Oficial do Estado três dias depois. A lei, contudo, não foi regulamentada a nível federal, permanecendo a municipalidade com os dois nomes (Livramento do Brumado e Livramento de Nossa Senhora).
A comarca de Livramento de Nossa Senhora foi criada pelo Decreto-Lei n.º 16.253 de 7 de maio de 1955, assinado pelo governador Antônio Balbino. Foi instalada pelo presidente e juiz de direito Dr. José Soares Sampaio, sendo o prefeito José Meira Tanajura (Cazuza). Em 7 de setembro de 1956, foi criada a 101ª zona eleitoral, abrangendo Livramento e Ibirocaim.
Pela Lei Estadual n.º 1.657 de 5 de abril de 1962, foi desmembrado de Livramento do Brumado o distrito de Dom Basílio (anteriormente chamado de Ibirocaim e Curralinho), permanecendo desde então com o mesmo território.

## Geografia
O município de Livramento de Nossa Senhora possui área de 1.952,510 km². Está localizado a sudoeste da capital Salvador, distante cerca de 606 km, ligando-se a ela por via rodoviária de pavimentação asfáltica. Situa-se entre 13° 17' a 15° 20' de latitude sul e entre 41° 05' a 43° 36' de longitude W. Limita-se ao norte com o município de Rio de Contas, ao sul com os municípios de Brumado, Lagoa Real e Caetité, a leste com o município de Dom Basílio, a oeste com o município de Paramirim e a noroeste com o município de Érico Cardoso. A altitude da sede é de 500 metros acima do nível do mar, segundo o marco do IBGE na Praça da Bandeira.

## Demografia
Segundo o Censo brasileiro de 2022, o município de Livramento de Nossa Senhora possuía uma população de 43.911 habitantes, sendo o 51º município mais populoso da Bahia.
Segundo o censo de 2010, 21 492 habitantes eram homens e 21 201 habitantes mulheres. Ainda segundo o mesmo censo, 20 530 habitantes viviam na zona urbana e 22 163 na zona rural.

## Organização Político-Administrativa
O Município de Livramento de Nossa Senhora possui uma estrutura político-administrativa composta pelo Poder Executivo, chefiado por um Prefeito eleito por sufrágio universal, o qual é auxiliado diretamente por secretários municipais nomeados por ele, e pelo Poder Legislativo, institucionalizado pela Câmara Municipal de Livramento de Nossa Senhora, órgão colegiado de representação dos munícipes que é composto por vereadores também eleitos por sufrágio universal.

### Atuais autoridades municipais de Livramento de Nossa Senhora
- Prefeita: Joanina Batista Silva Morais Sampaio - PSB (2025/-)[17]
- Vice-prefeito: Jânio Soares Lima - REDE (2025/-)[17]
- Presidente da câmara: Aparecido Lima Da Silva "Cidão Aracatu" - PSB (2025/-)[17]

### Subdivisões territoriais
O município de Livramento de Nossa Senhora é formado por quatro distritos: Sede, Iguatemi, Itanagé e São Timóteo.
A "sede" é a cidade de Livramento de Nossa Senhora que forma a zona urbana do Município mais os seguintes povoados: Itaguaçu, Várzea, Monte Oliveira, Vereda, Cana-Brava, Rocinha, Água-Branca, Oratório, Matinha, Telha, Barrinha, Nado, Rio Abaixo, Patos e Morrinhos.
De acordo o Código de Posturas do Município, o perímetro urbano único da cidade de Livramento tem como ponto inicial a Igreja de Santo Antônio do Passa-Quatro em linha reta, que, passando pela ponte de cimento sobre o Rio Brumado na Estrada-Parque Desembargador Antônio Carlos Souto, atingindo o rego do Engenho na propriedade Pirajá, pertencente aos herdeiros de Antônio Souza Machado, seguindo rego abaixo até a casa do sítio Engenho. Daí segue em linha reta ao prédio da escola agrícola e deste em linha reta na confluência do Rio Brumado com o rio Taquari, daí em linha reta que vai atingir área da UPA (Unidade de Pronto Atendimento) na ponta sul, partindo daí rumo à passagem das águas que vem da Várzea de Dentro no corredor de Cândido da Matinha, partindo deste em linha reta à Igreja de Santo Antônio do Passa Quatro, o ponto de referência.

## Economia
Fruticultura (manga e maracujá)
Localizada no sopé da Chapada Diamantina, o município se beneficia de condições edafo-climáticas especiais para o cultivo da manga. Consolidava-se, até a recente crise hídrica de 2011, como fornecedor de frutos de qualidade, colhidos em épocas específicas. A região se destaca também pela produção de maracujá, realizada por agricultores familiares em áreas de até dois hectares. A Empresa Baiana de Desenvolvimento Agrícola (EBDA) realiza um trabalho de estímulo ao plantio de umbuzeiros, espécie nativa cujo fruto é muito apreciado na região Nordeste do Brasil.

## Educação
O município de Livramento conta com escolas tanto nos distritos, quanto na sede. De acordo com dados do INEP (Instituto Nacional de Estudos e Pesquisas Educacionais) e do Ministério da Educação, existem 98 escolas em atividade, sendo que 90 pertencem à rede pública municipal, seis escolas são da rede privada e 2 escolas são da rede pública estadual. O município também sedia pólos da UNOPAR (Universidade do Norte do Paraná) e UNIP (Universidade Paulista) que oferecem cursos de ensino superior à distância.

## Transportes
A malha rodoviária municipal é composta por 2 rodovias estaduais: (Rodovia BA 148 e Rodovia BA 152); e por estradas vicinais que pertencem ao Município.

## Patrimônio Histórico e Arquitetônico
A diocese foi criada em 27 de fevereiro de 1967 e instalada em 23 de julho de 1967, desmembrada da Diocese de Caetité, tendo como primeiro bispo Dom Hélio Paschoal e os padres paroquiais: Daniel Stênico e o vigário José Dias Sobrinho. A catedral de Nossa Senhora do Livramento começou a ser construída quando foi criada a freguesia, em 1868, pelo Cônego Dr. Tibério Severino Rio de Contas, e quando ele faleceu, em 1895, os alicerces estavam a um metro da superfície. Havia uma capela de pau-a-pique construída pelos padres jesuítas no século XVIII, rebocada e com tribunas em frente ao Sobradinho, no Jardim Velho. Havia uma antiga imagem de Nossa Senhora do Livramento, segundo a tradição oral. Existiu um cemitério ao lado dessa antiga capela. Depois, foi transferido para onde é a casa paroquial hoje e, em 1949, para onde é o atual cemitério do Campo-Santo.
A igreja nova ficou pronta no fim do século XIX. Havia tribunas à direita e à esquerda do altar-mor, com o retábulo de madeira. As imagens de Nossa Senhora do Livramento, Coração de Jesus e Nossa Senhora da Conceição que ornamentam a igreja foram doadas pela família Castro no fim do século XIX. A atual imagem de São José foi adquirida pela paróquia após a restauração do templo na década de 1950, intervenção que descaracterizou o estilo original da igreja com a retirada das tribunas e dos altares laterais de Nossa Senhora da Conceição e Coração de Jesus, abrindo três naves com altar-mor em alvenaria e altar lateral do Santíssimo Sacramento. Foi construída uma gruta em louvor a Nossa Senhora de Lourdes na parte de trás da igreja pelo Pe. Sinval Laurentino Medeiros. Os Cônegos Tibério Severino Rio de Contas e Manoel Hygino da Silveira estão sepultados na catedral. Muitas alfaias da igreja foram trazidas da igreja da Cana-Brava pelo Pe. Altino do Espírito Santo e outras foram doadas pela família Castro Tanajura.
Segundo o SIPAC (Sistema de Informações do Patrimônio Cultural da Bahia), somente existe um bem tombado pelo IPAC (Instituto do Patrimônio Artístico e Cultural da Bahia): a "Casa da Lagoa", bem imóvel tombado em 12/09/2001.

## Feriados Municipais
- 28 de janeiro: Romaria de São Gonçalo da Canabrava
- 06 de agosto: Festa do Bom Jesus do Taquari
- 15 de agosto: Festa da Padroeira, Nossa Senhora do Livramento
- 06 de outubro: Emancipação Política do Município